# Рассказы Владимира Набокова, не вошедшие в сборники
В. В. Набоков на протяжении двух десятилетий, с начала 1920 по 1940 год, опубликовал в эмигрантской периодике большое число рассказов под псевдонимом В. Сирин. Далеко не все они вошли в три изданные при жизни автора сборника русских рассказов: «Возвращение Чорба» (1930), «Соглядатай» (1938) и «Весна в Фиальте и другие рассказы» (1956). Ниже представлен список рассказов, не вошедших в эти сборники:

## Список рассказов и эссе, не вошедших в прижизненные сборники

### Рассказы
- «Нежить» — опубликован в газете «Руль» (Берлин) 7 января 1921. Предполагается, что это первый русский рассказ Набокова.
- «Порыв» — повесть, рукопись которой была потеряна в редакции «Современных записок». Марк Вишняк писал Набокову, что рукопись исчезла вместе с бумагами редактора, покончившего с собой в январе 1925 г.[1] Очевидно, речь идёт о А. И. Гуковском (1865—1925)[2].
- «Слово» — опубликован в газете «Руль» (Берлин) 7 января 1923.
- «Звуки»[фр.] — при жизни автора не был опубликован[3]
- «Пасхальный дождь» — 1924, написан под впечатлением от посещения бывшей гувернантки Сесиль Миотон, по словам Б. Бойда, «обнаружен недавно»[4].
- «Удар крыла» — опубликован в еженедельнике «Русское эхо» (Берлин) 1924 № 1. Перепечатан журналом «Звезда» 1996 № 11.
- «Боги»[фр.] — при жизни автора не был опубликован[5].
- «Говорят по-русски»[фр.] — по-видимому, не был опубликован при жизни автора. По мнению Бойда, «на редкость неглубокий» рассказ о том, как русское семейство в Берлине ловит агента ГПУ[6]:258.
- «Месть» — по-видимому, при жизни автора не опубликован[7]:270.
- «Случайность» — опубликован в газете «Сегодня» (Рига) 22 июня 1924. В 1988 был перепечатан газетой «Неделя» № 33 с. 16.
- «Наташа»[фр.] — по-видимому, не был опубликован при жизни автора[8]:276.
- «Венецианка» — опубликован в журнале «Звезда» 1996 № 11[9]:277.
- «Дракон» —  при жизни автора не был опубликован[10]:278.
- Продолжение рассказа «Удар крыла» —[11]:278.
- «Драка» — опубликован в газете «Руль» (Берлин) 26 сентября 1925[12]:285.
- «Бритва»[англ.] — опубликован в газете «Руль» (Берлин) 19 февраля 1926.
- «Рождественский рассказ» — опубликован в газете «Руль» (Берлин) 25 декабря 1928.
- Рассказ без заглавия. Рукопись о молодом человеке, который под видом крестьянина нелегально пересекает границу, чтобы взглянуть на покинутую родную усадьбу. Начало рассказа выдержано в стиле крестьянской прозы, абсолютно нехарактерном для Набокова. Рукопись хранится в Архиве В. Набокова. Её автор обозначен псевдонимом Василий Шалфеев[13].

### Эссе
- Кэмбридж — опубликован в газете «Руль» (Берлин) 28 октября 1921.
- Юбилей — опубликован в газете «Руль» (Берлин) 18 ноября 1927.
- Торжество добродетели — опубликован в газете «Руль» (Берлин) 5 марта 1930.
- Что всякий должен знать? — опубликован в «Новой газете» (Париж) 1931 № 5.
- О Ходасевиче — опубликован в «Современные записки» (Париж) 1939 № 68.